# Hélio Simões
Hélio Gomes Simões (Salvador, 21 de fevereiro de 1910 — Salvador, 22 de fevereiro de 1987) foi um poeta, médico, professor e escritor brasileiro, imortal da cadeira número 15 da Academia de Letras da Bahia. 
 

## Biografia
Nascido em Salvador, no dia 21 de fevereiro de 1910.    
Ingressou no mundo literário como integrante do grupo que se formou em torno da revista Arco & Flexa, ao lado de Eugênio Gomes, Pinto de Aguiar, Eurico Alves, Carvalho Filho, Godofredo Filho e outros, sob a liderança de Carlos Chiacchio. 
Foi diretor da revista A Renascença, ao lado de Afonso Ruy; dirigiu  a  seção “Crônica de arte”, no Diário da Bahia, em 1929;  “Idéias e Fatos”, na Era Nova; “Poetas e Sonetos” no Imparcial e coluna livros, no jornal A Tarde. 
Formou-se em Medicina, em 1932. 
Integrou o Conselho de Cultura do Estado da Bahia em quatro mandatos consecutivos.  
Foi professor de Literatura Portuguesa na Faculdade de Filosofia da Bahia. E chegou a dirigir a referida faculdade e depois o Instituto de Letras e o Departamento Cultural da Universidade Federal da Bahia,  sagrado Professor Emérito em 9 de junho de 1981. 
Imortal da cadeira 15 da Academia de Letras da Bahia. Autor de “O mar e outros poemas”.  
O Centro de Estudos Hélio Simões da UESC foi assim denominado em sua homenagem. 